# Saprosites perforatus
Saprosites perforatus är en skalbaggsart som beskrevs av Bordat 1990. Saprosites perforatus ingår i släktet Saprosites och familjen Aphodiidae. Inga underarter finns listade i Catalogue of Life.